# Copa MX
La Copa MX (Copa México) è stata una competizione calcistica ad eliminazione diretta organizzata dalla federazione calcistica nazionale che ha avuto vita dal 1907 al 1997, per poi essere ripristinata nel 2012 ed infine nuovamente soppressa nel 2020. La nuova edizione era composta da due tornei, apertura e clausura.